# November 3.
November 3. az év 307. (szökőévben 308.) napja a Gergely-naptár szerint. Az évből még 58 nap van hátra.
Névnapok: Győző + Bálint, Bertold, Hubert, Huberta, Hubertusz, Ida, Malakiás, Szilvia, Szilvió, Szilviusz, Valentin.

## Események
- 1443 – Hunyadi János győzelmet arat a törökök felett a szerbiai Nyugati-Morava folyónál.
- 1507 – Leonardo da Vincit egy gazdag firenzei polgár, Francesco del Giocondo megbízza felesége, Lisa Gerardini lefestésével. A képet ma Mona Lisaként ismerjük.
- 1527 – I. Ferdinándot, Ausztria főhercegét Magyarország királyává koronázzák Székesfehérváron, ezzel megkezdődik a Habsburg-ház 400 éves uralkodása Magyarországon.
- 1640 – Megkezdi ülésezését a Hosszú parlament, azon I. Károly király által összehívott angol parlament, amelynek húszéves tevékenységével negyedik szakaszához ér az angol forradalom. Sok történész ettől számítja a történelmi újkor kezdetét.
- 1777 – Megkezdi működését a Nagyszombatból a budai királyi palotába áthelyezett tudományegyetem, az új tanulmányi rendszer, a Ratio Educationis alapján.
- 1823 –  Bolyai János Temesvárról megírta híres levelét apjának, amelyben az abszolút geometria felfedezéséről tájékoztatta: „a semmiből egy új, más világot teremtettem”.
- 1825 – Széchenyi István Pozsonyban az országgyűlés kerületi ülésén felajánlja birtokai egy évi jövedelmét a Pesten megalapítandó Magyar Tudományos Akadémia céljára.
- 1839 – Kitör az első ópiumháború Nagy-Britannia és Kína között.
- 1853 – La Pazban amerikai filibuszterek kikiáltják az Alsó-Kaliforniai Köztársaságot.
- 1862 – Indianapolisban dr. Richard Jordan Gatling feltalálja a géppuskát.
- 1885 – Santander kikötőjében rakodás közben kigyullad és felrobban a 43 tonna robbanóanyagot szállító Cabo Machichaco teherhajó. 590 ember veszti életét.
- 1892 – Megkezdi működését a világ első automata kapcsolású telefonközpontja. (Chicagótól hatvan kilométerre fekvő La Porte városában).
- 1903 – Megalakul Gróf Tisza István miniszterelnök kormánya.
- 1903 – Panama függetlenné válik Kolumbiától.
- 1911 – Louis Chevrolet és William Durant Detroitban megalapítja a Chevrolet autógyárat.
- 1915 – Befejeződik a harmadik isonzói csata.
- 1918 – Padovában fegyverszünetet írnak alá az Osztrák–Magyar Monarchia és az Antant képviselői.
- 1918 – Befejeződik a Vittorio Venetó-i csata, Triesztet elfoglalja az olasz hadsereg.
- 1928 – Törökországban az arab írásjeleket felváltják a latin betűs írással.
- 1944 – A visszavonuló német csapatok Dunaharasztinál felrobbantják a budapesti HÉV Duna-hídját, így megszűnik a vasúti forgalom Pestszenterzsébet és Ráckeve között. A visszavonuló magyar csapatok felrobbantják a ráckevei Árpád-hidat.

- 1956 – Megalakul a harmadik Nagy Imre-kormány, amely november 12-ig a Magyar Közlöny 1956. évi 93. számának bizonysága szerint hivatalosan is az  egyetlen törvényes kormány. (Átalakul Magyarországon a Nemzeti kormány, melynek elnöke és a külügyminiszter Nagy Imre, tagja a Magyar Szocialista Munkáspárt egyik társalapítója, Kádár János államminiszter is, bekerül a kisgazda B. Szabó István, a parasztpárti Bibó István és Farkas Ferenc, valamint a szociáldemokrata Fischer József, Kelemen Gyula és Kéthly Anna államminiszterek, a honvédelmi miniszter Maléter Pál lesz.)
- 1956 – A parlamentben megkezdődnek az szovjet csapatkivonásról szóló tárgyalások. Király Bélát választják meg a Nemzetőrség parancsnokának. Szovjet csapatok lezárják az osztrák-magyar határt. A fogságból szabadult  Mindszenty József hercegprímás rádióbeszédet mond. Tökölön letartóztatják Maléter Pál honvédelmi minisztert. Kádár János és Münnich Ferenc Moszkvában megalakítják a magyar ellenkormányt. Josip Broz Tito és Nyikita Szergejevics Hruscsov a Brioni-szigeten megegyeznek a magyar forradalom elleni katonai fellépésről, és új magyar vezető (Kádár) személyéről. Hruscsov tájékoztatja Kádárt a megegyezésről. Zsukov marsall megkapja a felkelők elleni támadási parancsot. (A fentiekből láthatóan a megparancsolt külföldi katonai támadás imperialista invázió.)
- 1957 – A Szovjetunió felbocsátja a Szputnyik–2-t, fedélzetén az első élőlénnyel, Lajka kutyával.
- 1959 – Dávid Ben-Gúrión lesz Izrael miniszterelnöke.
- 1964 – Robert F. Kennedyt New York szenátorává választják.
- 1970 – Salvador Allende beiktatása Chile elnöki tisztségébe.
- 1973 – Elindul az amerikai Mariner–10 űrszonda, amely először közelítette meg a Naprendszer legbelső bolygóját, a Merkúrt.
- 1978 – A Dominikai Közösség függetlenné válik az Egyesült Királyságtól.
- 1988 – Végleg megszakad a kapcsolat a szovjet Fobosz–1 Marsszondával.
- 1991 – Szíria megkezdi első közvetlen tárgyalásait Izraellel.
- 1992 – Bill Clinton lesz az Egyesült Államok 42.  elnöke.
- 1993 – Fodor Gábor kilép a Fideszből, és lemond képviselői mandátumáról.
- 1996 – Parlamenti és helyhatósági választások Jugoszláviában. Az előbbin a szocialisták győznek, az utóbbin több nagy városban ellenzéki győzelem születik, amelyet az államhatalom nem ismer el. Tömegtüntetések kezdődnek.
- 2002 – Szaúd-Arábia kormánya megtiltja, hogy területét az amerikai hadsereg bármilyen formában igénybe vegye egy esetleges iraki háború esetén.
- 2004 – A Magyar Honvédség állományából leszerel az utolsó sorkatona, ezzel megszűnik a sorkatonai szolgálat Magyarországon.
- 2007 – Musarraf pakisztáni elnök rendkívüli állapot vezet be, miközben felmenti a Legfelsőbb Bíróság elnökét, felfüggeszti az alkotmányt, s beszüntetik a magántévék sugárzását.
- 2007 – Az észak-iraki kurd regionális kormány bezáratja a Kurd Munkapárttal (PKK) szimpatizáló Kurdisztáni Demokratikus Megoldás Pártja (KDSP) észak-iraki irodáit.

## Sportesemények
Formula–1
- 1968 –  mexikói nagydíj, Mexikóváros - Győztes: Graham Hill  (Lotus Ford)
- 1985 –  ausztrál nagydíj, Adelaide - Győztes: Keke Rosberg  (Williams Honda Turbo)
- 1991 –  ausztrál nagydíj, Adelaide - Győztes: Ayrton Senna  (McLaren Honda)
- 2013 –  abu-dzabi nagydíj, Yas Marina Circuit - Győztes: Sebastian Vettel  (Red Bull-Renault)

## Születések
- 39 – Marcus Annaeus Lucanus római költő († 65)
- 1500 – Benvenuto Cellini itáliai szobrász, ötvös, éremművész, a manierizmus  képviselője († 1571)
- 1560 – Annibale Carracci bolognai barokk festő († 1609)
- 1604 – II. Oszmán az Oszmán Birodalom szultánja († 1622)
- 1605 – Dzsahángír mogul sah a Mogul Birodalom uralkodója († 1627)
- 1632 – I. Apafi Mihály erdélyi fejedelem († 1690)
- 1688 – Ifjabb Buchholtz György magyar iskolaigazgató  († 1737)
- 1749 – Daniel Rutherford skót vegyész († 1819)
- 1777 – Laval Nugent császári-királyi osztrák tábornagy († 1862)
- 1793 – Thomas Ender osztrák tájképfestő, akvarellista († 1875)
- 1801 – Vincenzo Bellini olasz zeneszerző († 1835)
- 1808 – Egressy Gábor magyar színész, rendező († 1866)
- 1831 – Ignatius Donnelly (Donelly) amerikai politikus, író,  Atlantisz-kutató († 1901)
- 1837 – Szilády Áron magyar nyelvész, irodalomtörténész, az MTA tagja († 1922)
- 1842 – Thék Endre magyar bútorműves, a magyar nagyüzemi bútorgyártás megteremtője († 1919)
- 1846 – Bruck Lajos magyar festőművész († 1910)
- 1852 – Meidzsi japán császár, akinek az uralkodása (Meidzsi-restauráció) Japán radikális politikai és szociális átalakulását jelentette († 1912)
- 1898 – Heinrich Tibor magyar jégkorongozó, vitorlázó († 1953)
- 1899 – Seress Rezső magyar zeneszerző, zongorista († 1968)
- 1901 – III. Lipót, Belgium negyedik királya († 1983)
- 1901 – André Malraux francia író, kalandor, politikus, miniszter († 1976)
- 1907 – Kessler Hubert magyar mérnök, hidrológus, barlangkutató († 1994)
- 1909 – Hepp Ferenc magyar sportvezető, pszichológus, testnevelőtanár († 1980)
- 1912 – Alfredo Stroessner (Strössner, Strößner) tábornok, 1954–1989-ig Paraguay elnök-diktátora († 2006)
- 1913 – Rökk Marika magyar színész, táncosnő, operett-primadonna († 2004)
- 1914 – Vértes László magyar régész, a vértesszőlősi előember feltárója († 1968)
- 1921 – Charles Bronson (er. Buchinsky) amerikai filmszínész († 2003)
- 1923 – Samu István dr. magyar orvos, ideg- és elmegyógyász († 2019)
- 1924 – Köteles Erzsébet olimpiai bajnok magyar tornásznő († 2019)
- 1926 – Valdas Adamkus Litvánia köztársasági elnöke
- 1927 – Zbigniew Cybulski lengyel színész († 1967)
- 1930 – Száraz György Kossuth- és József Attila-díjas magyar esszé- és színműíró († 1987)
- 1931 – Monica Vitti olasz színésznő († 2022)
- 1933 – Jeremy Brett angol színész († 1995)
- 1933 – Marsall László Kossuth- és József Attila-díjas magyar költő, drámaíró († 2013)
- 1934 – Cságoly Klára Munkácsy-díjas magyar textiltervező iparművész († 1983)
- 1936 – Marosi Paula olimpiai bajnok magyar vívó († 2022)
- 1938 – Marik Péter Jászai Mari-díjas magyar színész († 2016)
- 1945 – Gerd Müller német válogatott labdarúgó, egyike minden idők legjobb csatárjainak († 2021)
- 1946 – Döbrentei Kornél magyar költő, író, újságíró
- 1946 – Tom Savini, amerikai színész, rendező és maszkmester
- 1947 – Bencze Ilona Jászai Mari-díjas  magyar színésznő
- 1948 – Helmuth Koinigg osztrák autóversenyző († 1974)
- 1948 – Lulu az 1960-as évek skót énekesnője.
- 1949 – Larry Holmes amerikai nehézsúlyú profi ökölvívó világbajnok
- 1952 – David Ho tajvani születésű amerikai virológus, a HIV vírusnak (az AIDS kórokozójának) felfedezője
- 1954 – Adam Ant angol popzenész
- 1954 – Anthony Kemp brit színész
- 1957 – Dolph Lundgren (eredetileg Hans Lundgren svéd származású akciófilmes színész, filmrendező
- 1959 – Timothy Patrick Murphy amerikai színész († 1988)
- 1960 – William Monahan amerikai forgatókönyvíró
- 1962 – Bagó Bertalan Jászai Mari-díjas magyar színész, rendező
- 1965 – Merab Ninidze grúz színész
- 1973 – Mick Thomson amerikai zenész, a Slipknot együttes gitárosa
- 1977 – Aria Giovanni (er. Cindy Renée Volk) amerikai pornószínésznő, fotomodell
- 1979 – Pablo Aimar argentin labdarúgó
- 1982 – Jevgenyij Viktorovics Pljuscsenko orosz többszörös olimpiai bajnok műkorcsolyázó
- 1982 – Alekszandr Szvitov orosz jégkorongozó
- 1982 – Farkas Gergő magyar színész
- 1988 – Angus McLaren ausztrál színész

## Halálozások
- 361 – II. Constantius római császár (* 317)
- 644 – I. Omár kalifa (* 581 körül)
- 1513 – Olmützi Ágoston csehországi alkancellár, humanista (* 1467)
- 1793 – Olympe de Gouges (születési neve: Marie Gouze) francia irodalmárnő, drámaíró, női jogharcos, a Francia forradalom alatt politikus és polémista, akit kivégeztek (* 1748)
- 1874 – Szaitz Antal  magyar római katolikus plébános  (* 1799)
- 1878 – Medve Imre, magyar festő és író (* 1818)
- 1884 – Lónyay Menyhért  magyar politikus, miniszterelnök, publicista, az MTA tagja, elnöke (* 1822)
- 1914 – Georg Trakl osztrák expresszionista költő, író (* 1887)
- 1936 – Kosztolányi Dezső magyar író, költő, műfordító, újságíró (* 1885)
- 1949 – Solomon R. Guggenheim amerikai műgyűjtő, a róla elnevezett múzeum alapítója (* 1861)
- 1954 – Henri Matisse francia festőművész, a „vadak” („les fauves”) stílusirány képviselője  (* 1869)
- 1961 – Kuffner Raoul magyar üzletember, Tamara de Łempicka emigráns lengyel festő férje (* 1886)
- 1978 – Tevan Margit Munkácsy-díjas magyar ötvös, kiváló művész (* 1901)
- 1992 – Csákányi László Jászai Mari-díjas magyar színész, kiváló művész (* 1921)
- 1999 – Ian Bannen skót színész  (* 1928)
- 2001 – Sir Ernst Gombrich Angliában élő osztrák művészettörténész (* 1909)
- 2003 – Benkő Márta magyar színésznő (* 1947)
- 2003 – Szemes Marianne Balázs Béla-díjas magyar filmrendező, az első nő, aki filmrendezői diplomát kapott Magyarországon (* 1924)
- 2015 – Fenyvesi Csaba háromszoros olimpiai bajnok magyar vívó, orvos (* 1943)
- 2020 – Jan Bouzek cseh régészprofesszor, ókortörténész. (* 1935)
- 2024 – Quincy Jones amerikai zenei producer, televíziós producer, karmester, zeneszerző és trombitás többszörös Grammy-díjas (* 1933)

## Nemzeti ünnepek, emléknapok, világnapok
→Sablonvita:Ünnepek/11-03:
- a magyar tudomány ünnepe annak emlékére, hogy 1825-ben ezen a napon Széchenyi István felajánlotta birtokainak egyéves jövedelmét a Magyar Tudós Társaság megalapítására[1]
- Szent Szilvia, a terhes anyák biztonságos szülésének védőszentje emléknapja a katolikus egyházban[2]
- A japán kultúra napja Meidzsi császár születése évfordulóján[3]

- A bioszféra-rezervátumok nemzetközi napja
- Dominikai Közösség: Függetlenség napja
- Moldova nemzeti ünnepe
- Mikronéziai Szövetségi Államok: Függetlenség Napja
- Panama elszakadás napja (Kolumbiától)